# 梨園戲
梨園戲，列為中華人民共和國國家級非物質文化遺產的戲曲劇種，起源於福建省泉州，在中國閩南及臺灣 ，和東南亞華裔閩南人聚居之地流行。梨園戲可分爲「上路」、「下南」及「小梨園」(七子戲、七腳戲)三大流派，前兩者又稱大梨園。每個流派風格與劇目不盡相同，三大流派各有其代表劇目，稱為十八棚頭。常見劇目有《陳三五娘》、《呂蒙正》、《郭華》、《朱弁》、《王十朋》等（梨園戲劇目大多數是用男主角來命名）。
演唱的曲調和樂隊、樂器係福建南音（南管）系統，在臺灣的戲路以小梨園為主，因此較常稱為南管戲或是七子戲（小梨園）。劇團奉田都元帅為戲神（與閩劇、潮劇、白字戲、歌仔戲、莆仙戲相同，潮州稱田元帥）。
在中國1949年以后進行戲劇改革，在泉州設立福建省梨園戲實驗劇團，合併三種流派為一劇團，拍攝梨園戲彩色電影《陳三五娘》。於2006年5月20日，梨園戲被列進中華人民共和國國務院公布的第一批国家级非物质文化遗产名录。福建省梨園戲實驗劇團演員曾靜萍得到2次中國戲劇梅花獎，在2009年全國人大會議上，她提議將傳統戲曲研究納入學校課程。
台灣的梨園戲傳承以七子戲為主，傳承表演團體有合和藝苑、江之翠劇場等。代表人物是藝師吳素霞，被文化部指定為「重要傳統藝術南管戲曲保存者」。